# Samtgemeinde Bruchhausen-Vilsen
Bruchhausen-Vilsen is een samtgemeinde in de Duitse deelstaat Nedersaksen. In het samenwerkingsverband werken vier kleine gemeenten uit het oosten van het Landkreis Diepholz samen. Het bestuur is gevestigd in de gemeente Bruchhausen-Vilsen.

## Deelnemende gemeenten

Gemeente-indeling

- Asendorf
- Bruchhausen-Vilsen waartoe o.a. behoort: 
  - Süstedt (tot november 2016 een aparte deelgemeente)
  - Engeln (tot november 2011 een aparte deelgemeente)
- Martfeld
- Schwarme

Zie de doorlopend blauwe lijntjes op bovenstaand kaartje. De blauwe streepjeslijnen geven de drie delen van de deelgemeente Bruchhausen-Vilsen van voor de gemeentelijke herindelingen van 2011 en 2016 aan. De witte lijntjes zijn de grenzen tussen de diverse dorpen en gehuchten, waar de deelgemeentes uit bestaan.

## Ligging, verkeer
De gemeente ligt circa 30 km ten zuiden van Bremen. Ook Verden, aan de oostoever van de Wezer, ligt ongeveer 30 km ten noordoosten van Bruchhausen-Vilsen; wie echter de kleine binnenwegen neemt, kan Verden reeds na circa 25 km bereiken.
Het landschap in de gemeente doet aan dat van de Nederlandse provincie Drenthe denken: afwisselend bos, landbouwgebieden, hoog- en laagveen. Een deels beboste heuvelrug met "toppen" tot 55 meter hoogte daalt naar het noorden tot de hoogte van de Wezervallei, circa 13 meter boven zeeniveau.
De gemeente is regionaal van oudsher bekend om haar grote aantal molens. Er zijn een aantal karakteristieke wind- en watermolens bewaard gebleven en onder monumentenzorg geplaatst.

### Buurgemeentes
De Samtgemeinde Bruchhausen-Vilsen grenst aan de volgende andere gemeentes:
- Samtgemeinde Thedinghausen, in het noorden
- Samtgemeinde Grafschaft Hoya, in het noordoosten
- Samtgemeinde Schwaförden, in het zuidwesten
- Samtgemeinde Siedenburg, in het zuiden
- Samtgemeinde Uchte, in het zuidoosten
- Syke, in het westen en noordwesten

### Wegverkeer
De belangrijkste verkeersader van de Samtgemeinde Bruchhausen-Vilsen is de Bundesstraße 6, die van de zuidelijke voorsteden van Bremen via Syke zuidoostwaarts door o.a. Asendorf naar Nienburg/Weser loopt.
Een 31 km lange weg, die  van Bassum oostwaarts naar Hoya loopt, kruist 13 à 15 km ten oosten van Bassum de B 6 iets ten westen van Berxen, loopt door Bruchhausen-Vilsen en Wöpse en bereikt Hoya na circa 11 km vanaf Bruchhausen-Vilsen.
Op 6 km noordwestwaarts van Schwarme en 10 km van Martfeld ligt Emtinghausen, dat tot de Samtgemeinde Thedinghausen behoort. Van daar is het over binnenwegen, via o.a. Riede, mogelijk om na 17 km afrit 57 van de Autobahn A1 en vandaar de zuidelijke wijken van Bremen, en de 5 km verder westelijk gelegen  luchthaven van die stad te bereiken.

### Openbaar vervoer
Er rijdt van Brinkum, een zuidelijke voorstad van Bremen, via  Syke iedere twee uur een lijnbus, via Süstedt, Uenzen, het station van Bruchhausen-Vilsen en Wöpse, naar het stadje Hoya vice versa; deze bus rijdt niet na acht uur 's avonds, en in de weekends slechts enkele malen per dag. Overig busvervoer beperkt zich tot incidenteel rijdende schoolbussen.

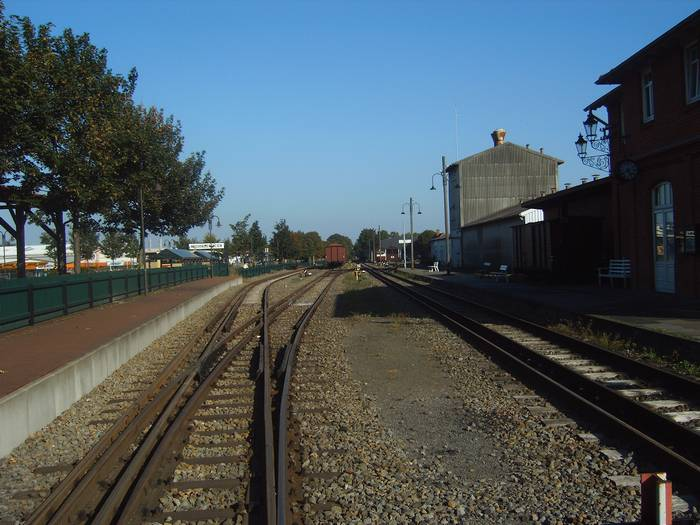
Station
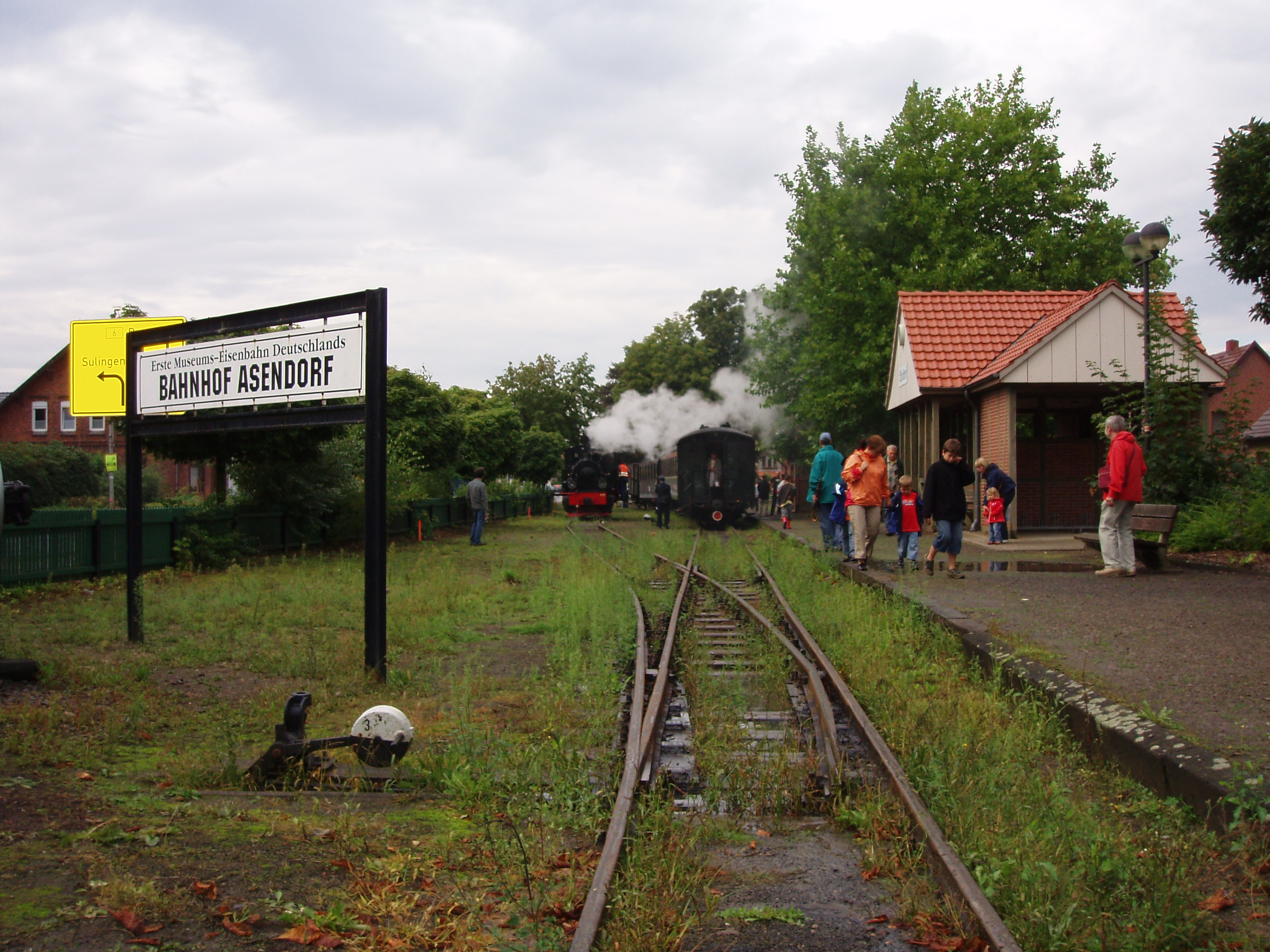
Station museumspoorlijn te Asendorf

Het station van Bruchhausen-Vilsen is de splitsing van twee oude spoorlijnen (te weten: Syke- Bruchhausen-Vilsen - Hoya - Eystrup,  en, met afwijkende spoorbreedte: Bruchhausen-Vilsen- Asendorf) met de status Museumseisenbahn, die geen van beide meer voor regulier passagiersvervoer in gebruik zijn. Wel is er nog goederenvervoer, en rijden er af en toe toeristische treintjes, onder andere in de weekeinden voor Kerstmis zogenaamde sinterklaasritten (Nikolausfahrten).

### Waterwegen
Door de gemeente lopen talrijke riviertjes en beken, alsmede het Meliorisationshauptkanal, dat bij Syke in de Wezer uitmondt. Al deze waterwegen zijn slechts van belang voor de waterhuishouding en de pleziervaart , met name per kano, terwijl hier en daar de oevers vanwege de aanwezige zeldzame vogel-, insecten- en plantensoorten van ecologische waarde zijn.

## Economie
In deze typische plattelandsgemeente  is de landbouw en veeteelt, hoewel in belang afnemend, nog steeds de hoofdpijler van de economie. De mooie omgeving trekt in toenemende mate (fiets-)toeristen aan.
De enige onderneming van meer dan regionale betekenis is Vilsa, dat sinds 1909 een eigen minerale bron in Bruchhausen-Vilsen exploiteert, en met het daaruit gewonnen mineraalwater dranken, zoals limonade en frisdranken produceert. Bij Vilsa werken meer dan 400 mensen.
Daarnaast is er nog enig midden- en kleinbedrijf van niet meer dan regionale betekenis.

## Bezienswaardigheden, evenementen
- De plaats Bruchhausen-Vilsen heeft de status van "Staatlich anerkannter Luftkurort". Dat houdt in, dat evenals in een kuuroord, rekening gehouden wordt  met toeristen, die met name gezonde lucht willen inademen. Er zijn echter geen klinieken,  en slechts 1 minerale bron, aanwezig. Bruchhausen-Vilsen heeft wel een fraai Kurpark in het centrum.
- Direct ten zuiden van het dorpje Homfeld en twee kilometer ten zuiden van de locatie van het huidige station Bruchhausen-Vilsen lag in de vroege middeleeuwen een door een ringwal omgeven vliedburg. Bij aanvallen door Vikingen of andere vijanden kon de bevolking zich daar terugtrekken. Vermoedelijk in de 9e eeuw liet een plaatselijke edelman daar een kasteel bouwen. In de vroege 13e eeuw ontstond hier een klooster van de premonstratenzer orde, Heiligenberg. In 1543, na de reformatie, werd dit klooster opgeheven. Later maakte het plaats voor een door een plaatselijke aanzienlijke familie bewoond jachtslot, dat intussen ook niet meer bestaat.Van dit geheel is de ringwal grotendeels intact gebleven. Van het klooster is de oude watermolen (Klostermühle Heiligenberg) en een nabijgelegen boswachtershuis bewaard gebleven. Deze gebouwen herbergen een hotel-restaurant. Jaarlijks wordt op het terrein binnen de ringwal in de zomer een rozenfeest gehouden. Het terrein, dat gedeeltelijk bebost is, omvat ook een kinderspeelplaats.
- De gemeente is bekend om haar grote aantal molens. Er zijn een aantal karakteristieke wind- en watermolens bewaard gebleven en onder monumentenzorg geplaatst.
- In diverse dorpen in de gemeente staan monumentale kerken of kapellen.
- Fietstoerisme langs enige door de gemeente lopende langeafstands-fietsroutes.
- Toeristische ritten in historische treintjes over de museumspoorlijnen in de gemeente.
- Jaarlijks eind augustus: Brokser Heiratsmarkt, vijfdaags volksfeest, een van de grootste in Nedersaksen, met kermis, braderie, "veiling van vrijgezellen", veemarkt enz. De markt gaat terug op een traditie uit de 13e eeuw.

## Geschiedenis
Asendorf bestaat al sinds de 11e eeuw. Het gebied van de gehele Samtgemeinde Bruchhausen-Vilsen lag in de middeleeuwen in het Graafschap Hoya.
In november 1955 vond een boer uit de gemeente Asendorf tijdens zijn werk een kruik, die 6.300 zilveren munten uit de late middeleeuwen bleek te bevatten. Deze schat behoort tot de collectie van het Kreismuseum te Syke. In het gemeentewapen van Asendorf is, naast de berenklauw van het Graafschap Hoya, deze muntschat symbolisch afgebeeld.
Zie verder de artikelen over de vier deelgemeentes.

## Afbeeldingen

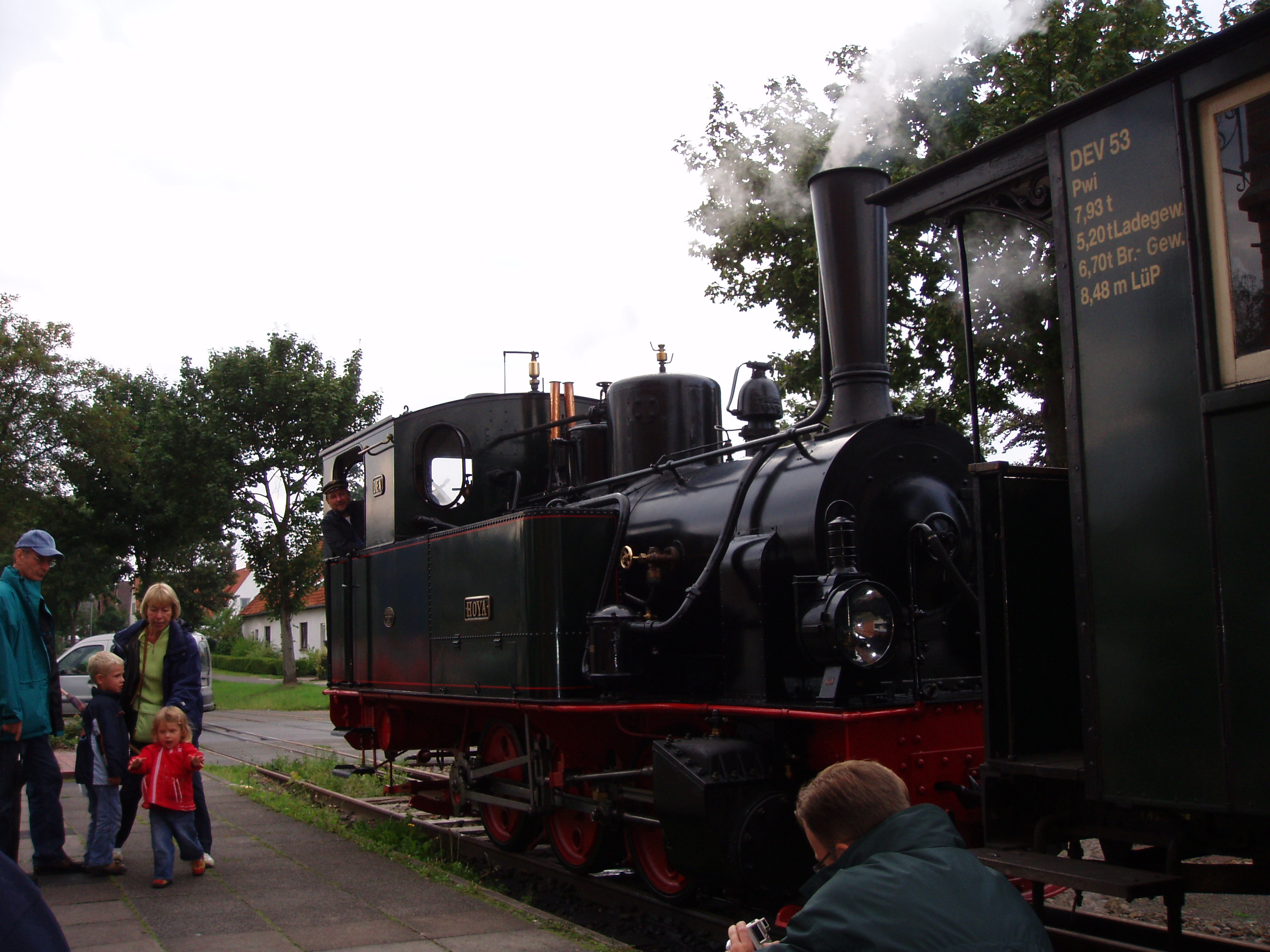
Historische stoomtrein op station Bruchhausen-Vilsen
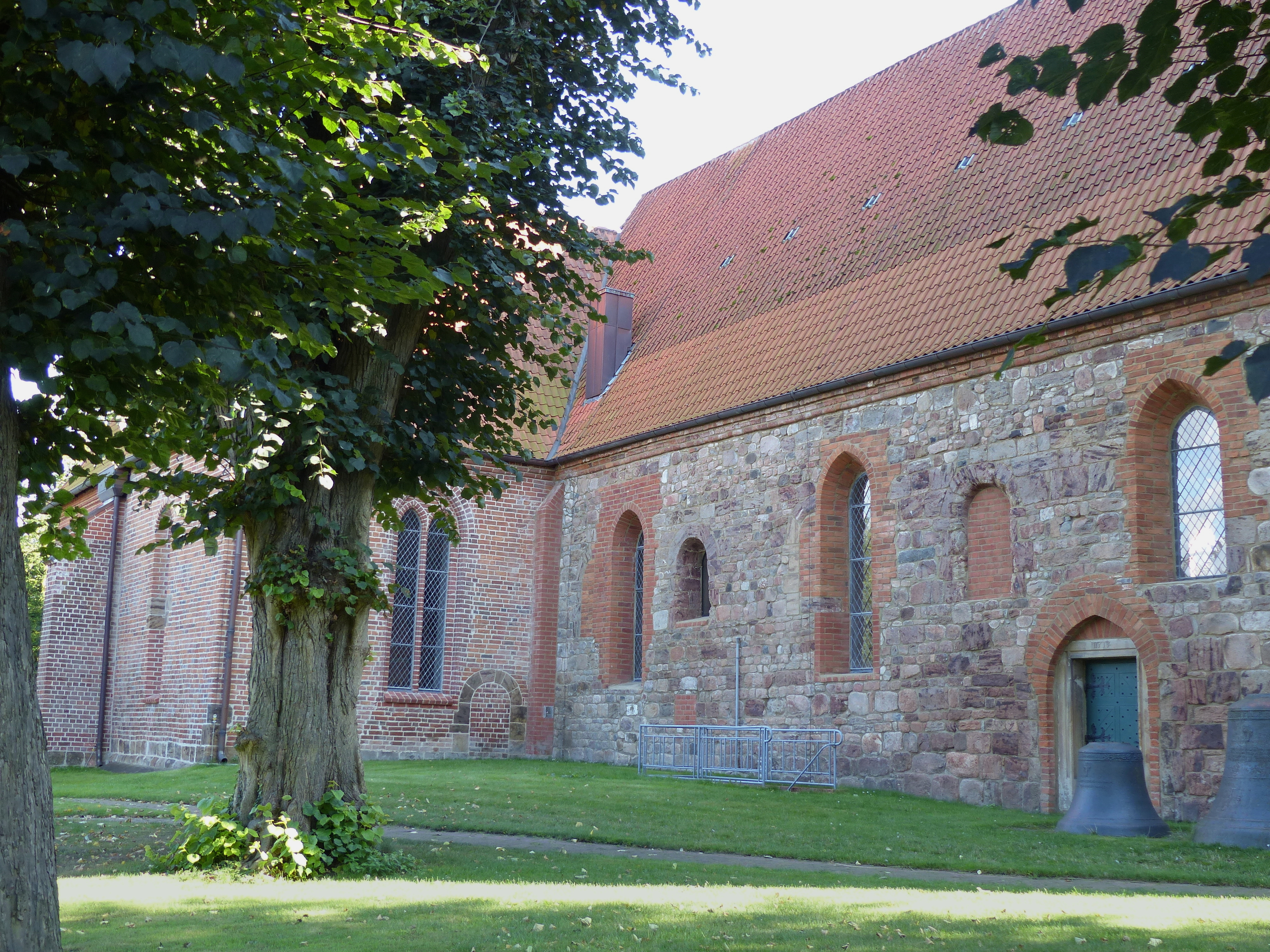
St. Cyriacuskerk, Vilsen
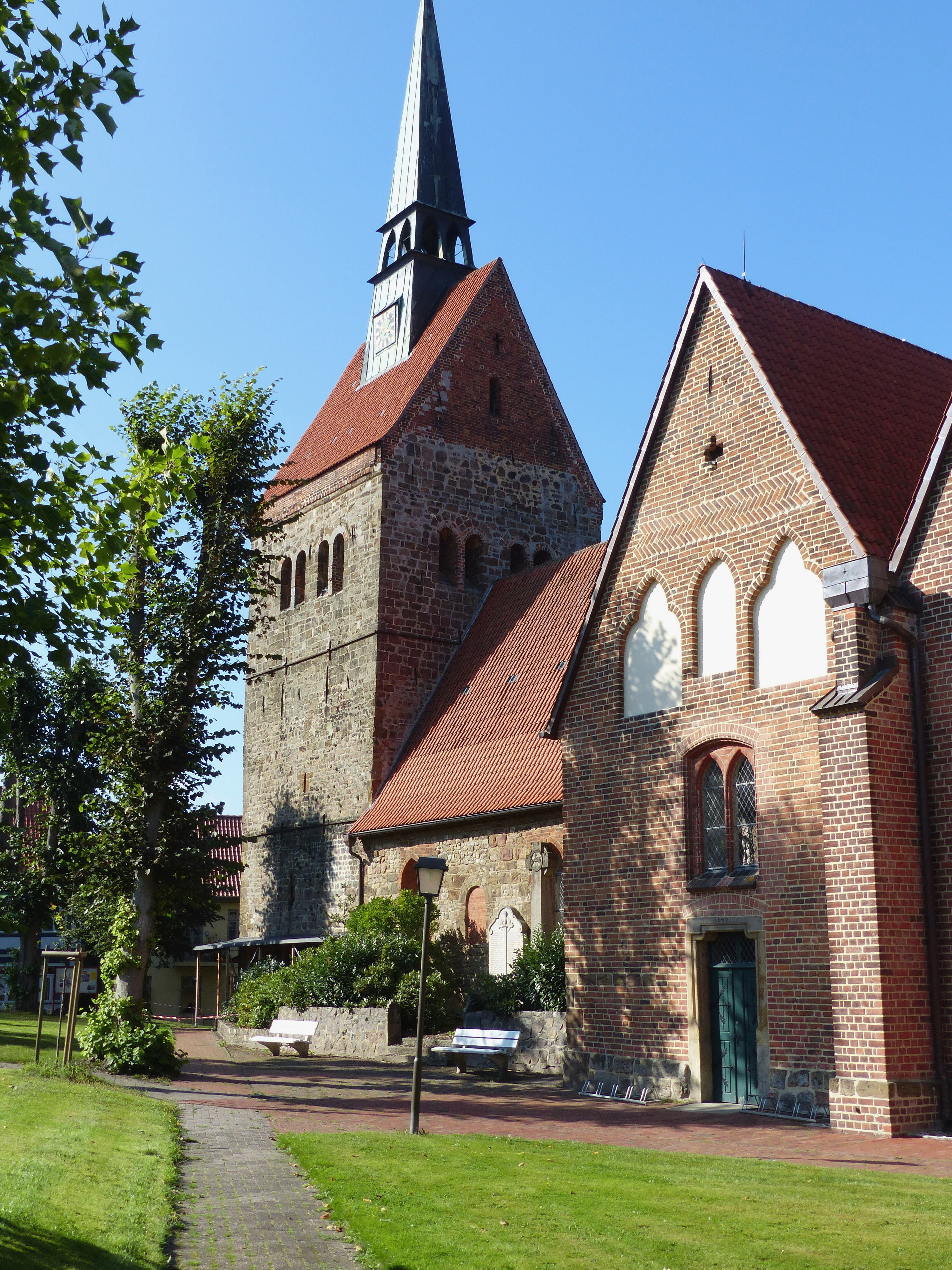
Toren van deze kerk
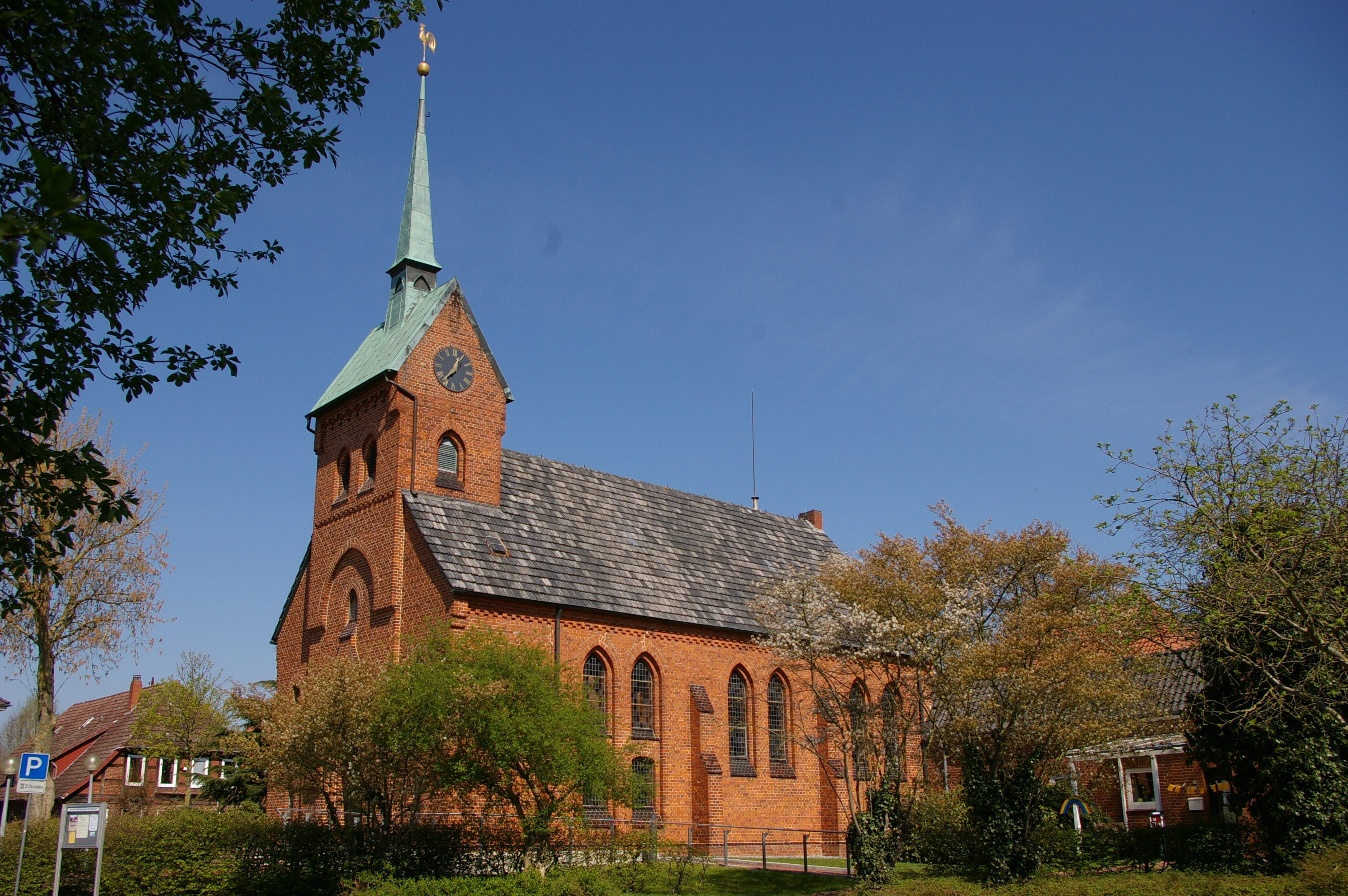
St. Bartolomeüskerk, Bruchhausen-Vilsen
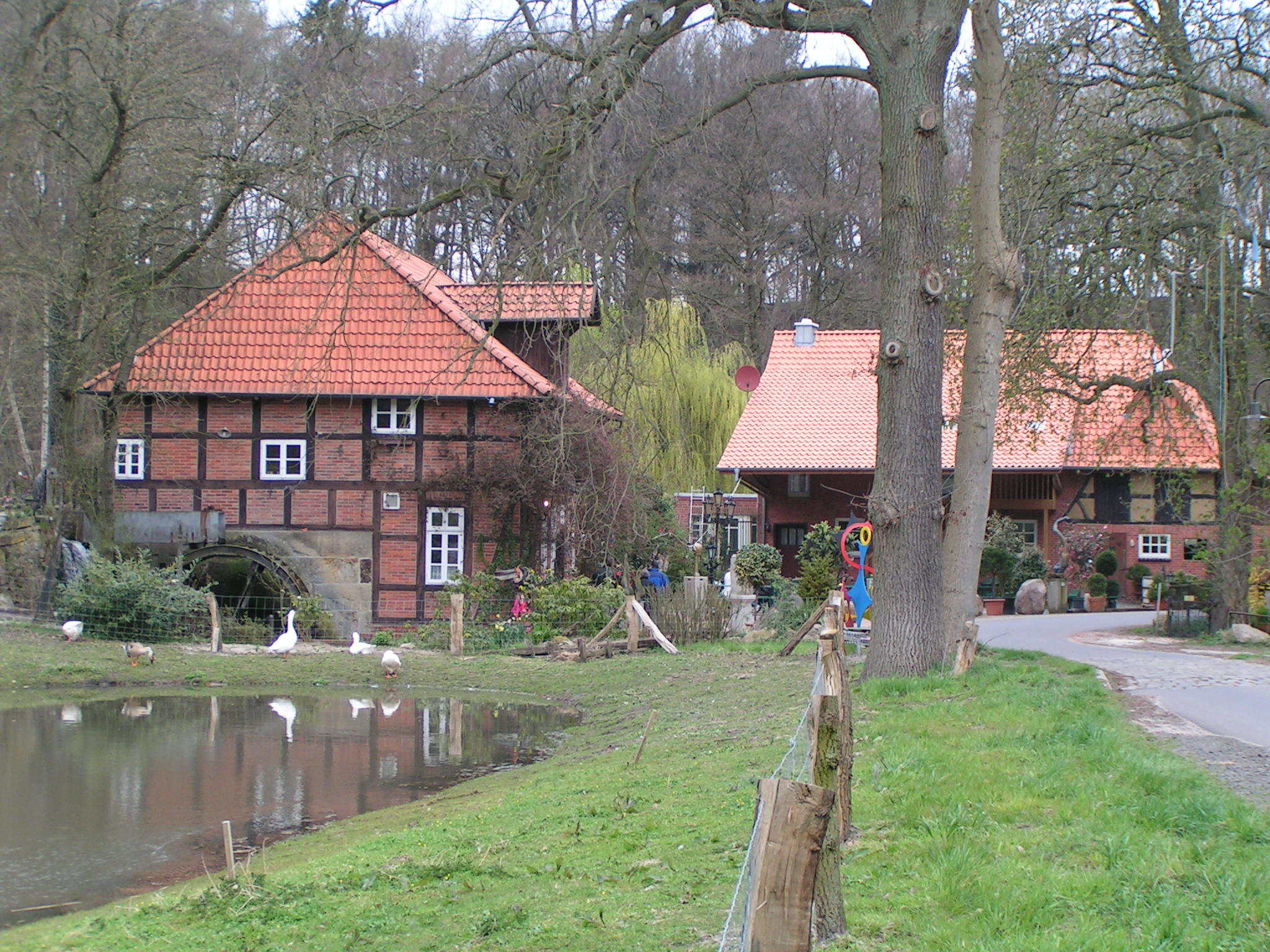
Watermolen Klooster Heiligenberg
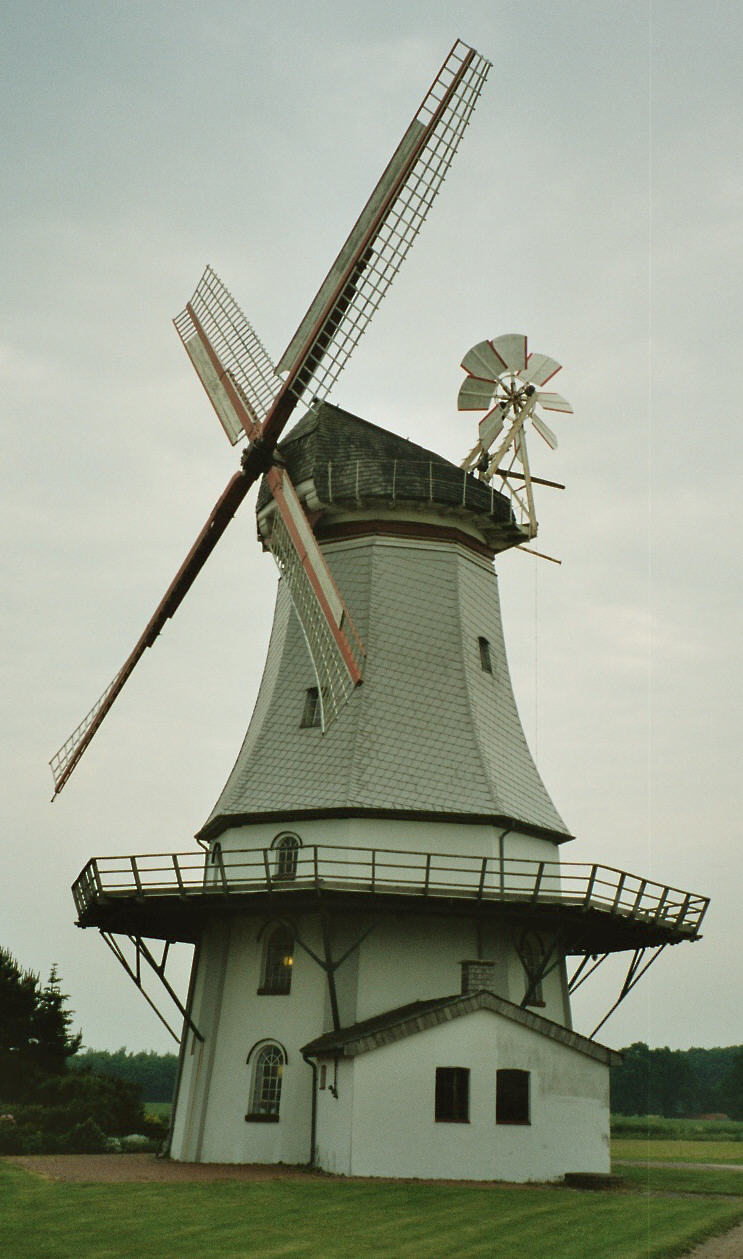
Windmolen te Engeln (Behlmer Mühle)
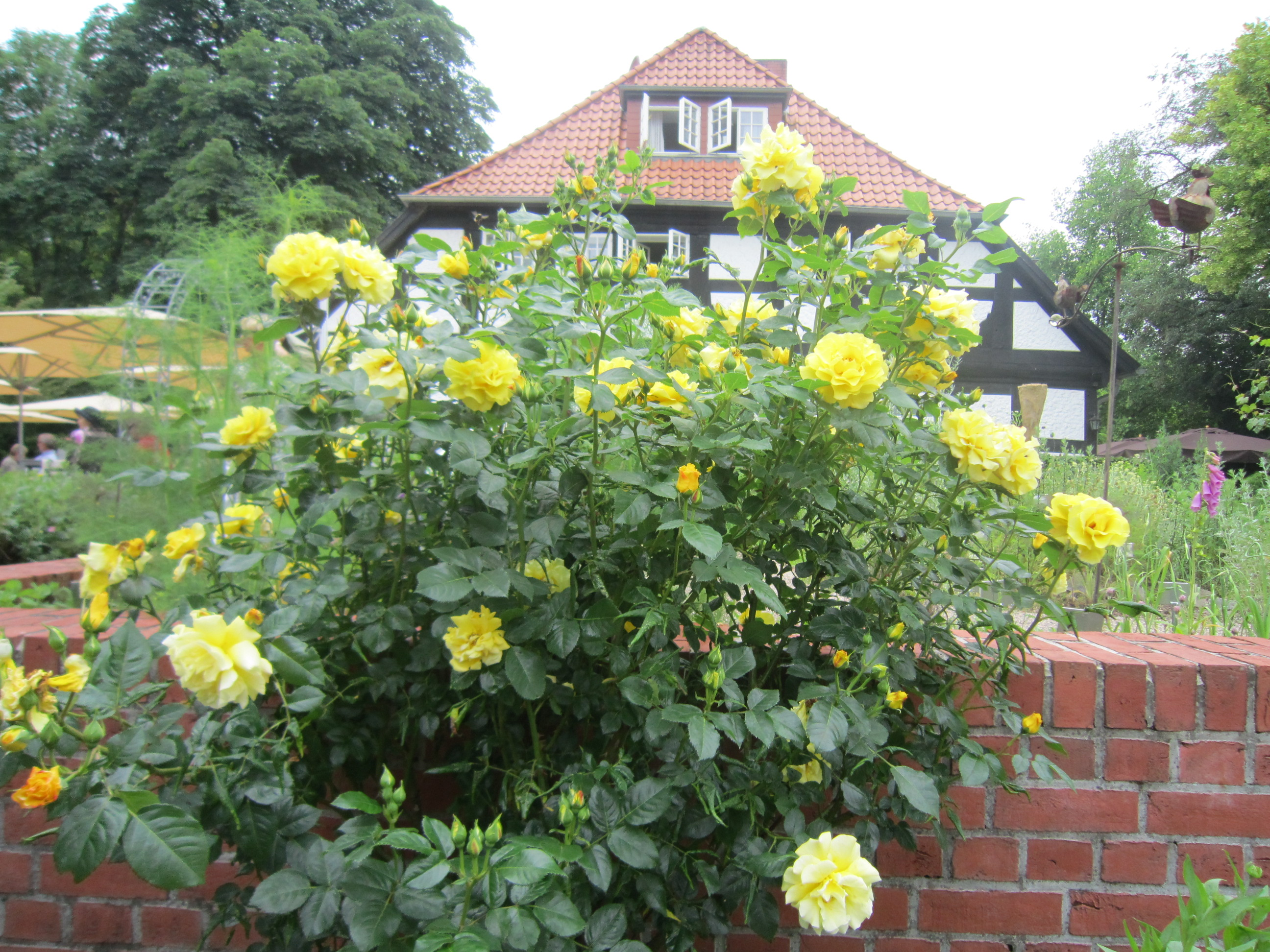
Boswachtershuis Heiligenberg tijdens het rozenfeest
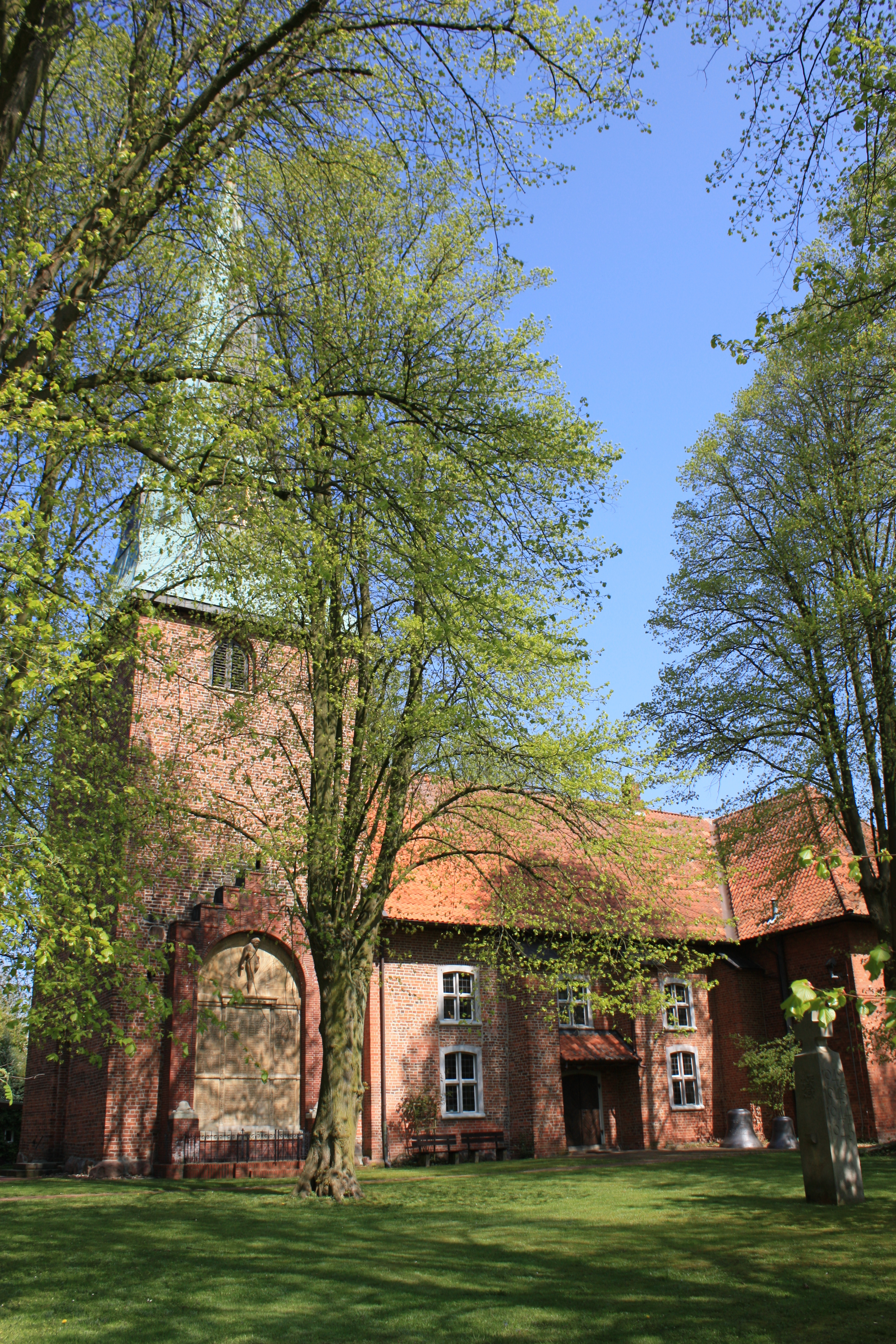
Asendorf, St. Marcelluskerk
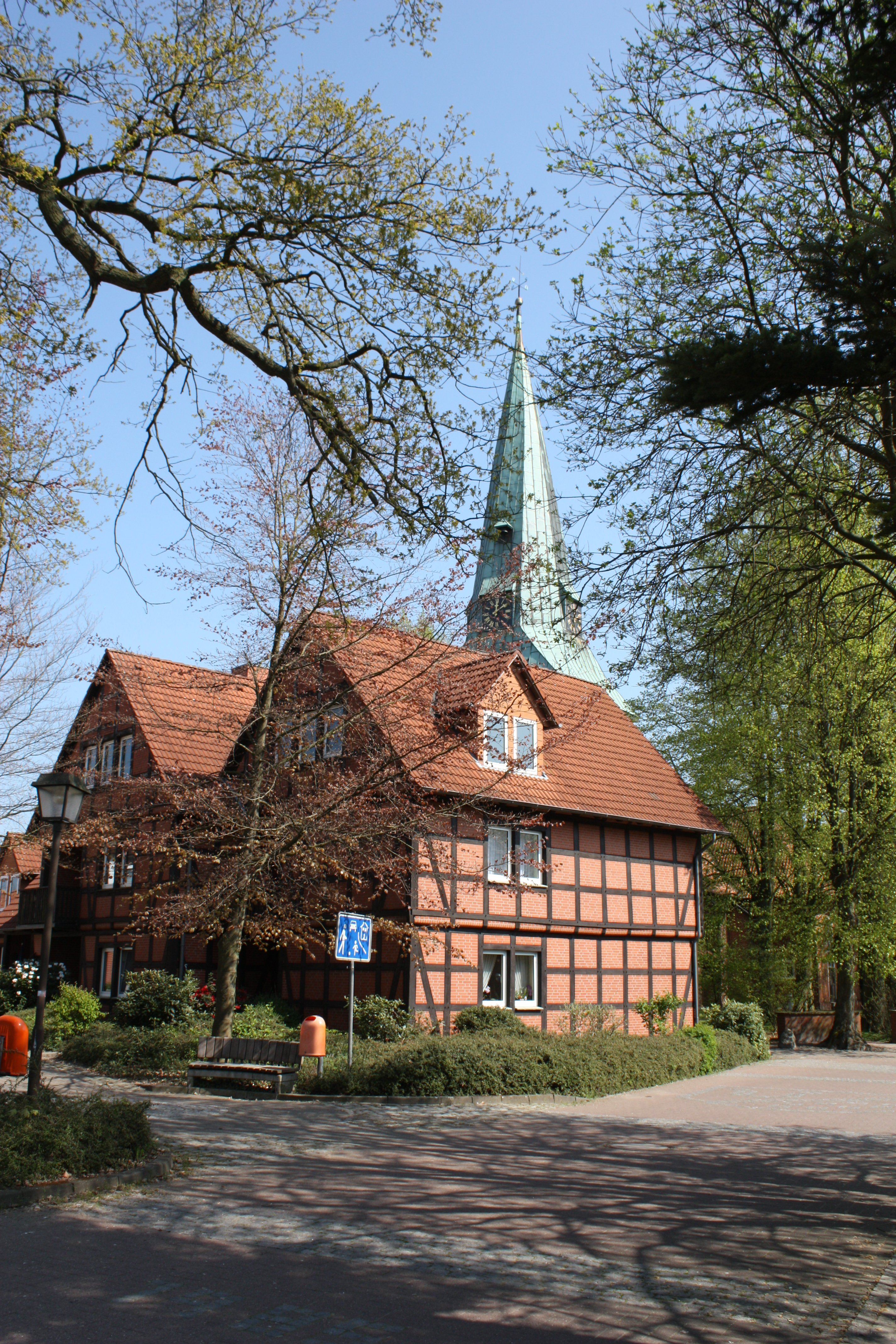
Oud huis te Asendorf
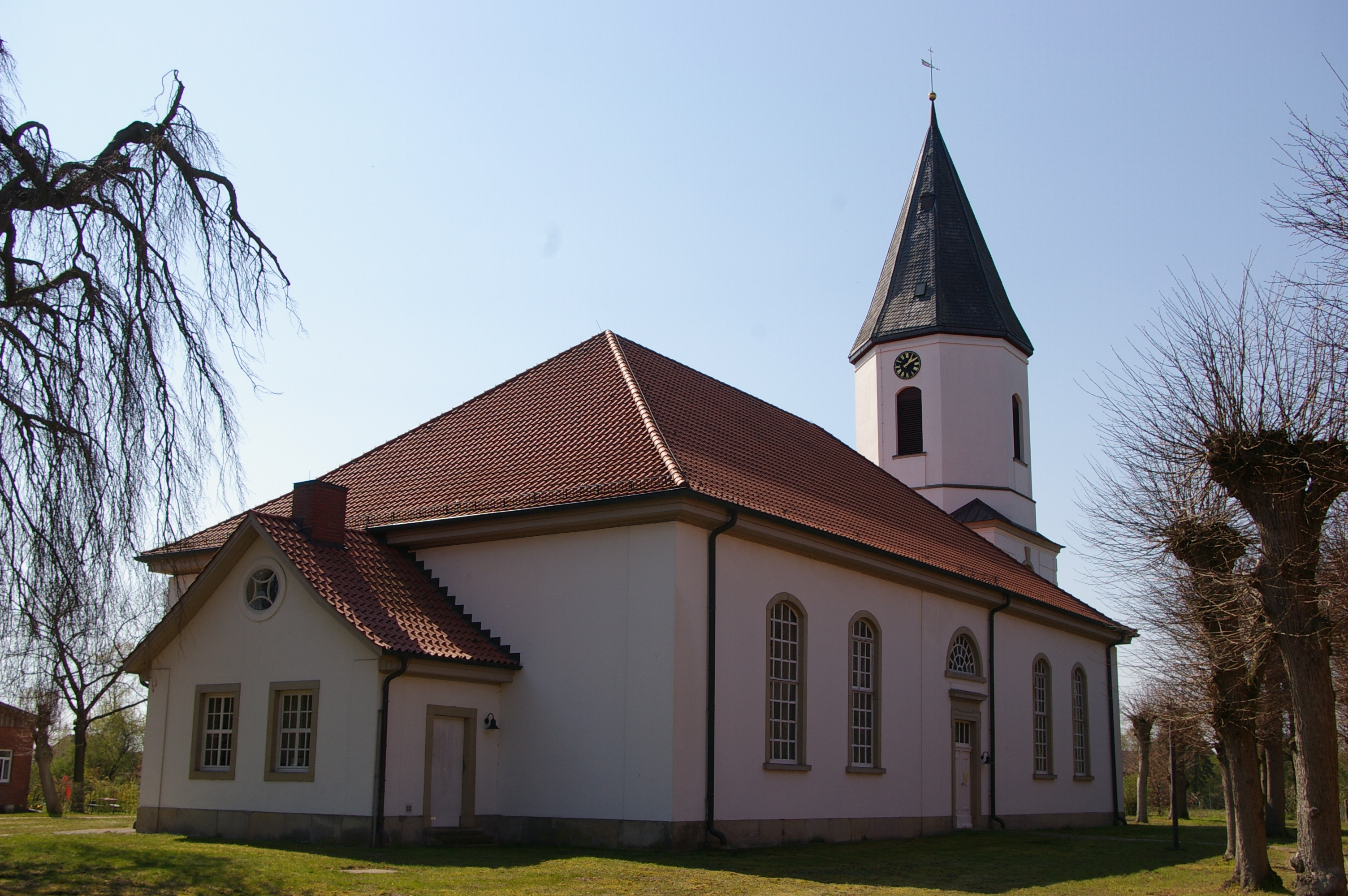
Catharinakerk Martfeld (classicistisch), 1811
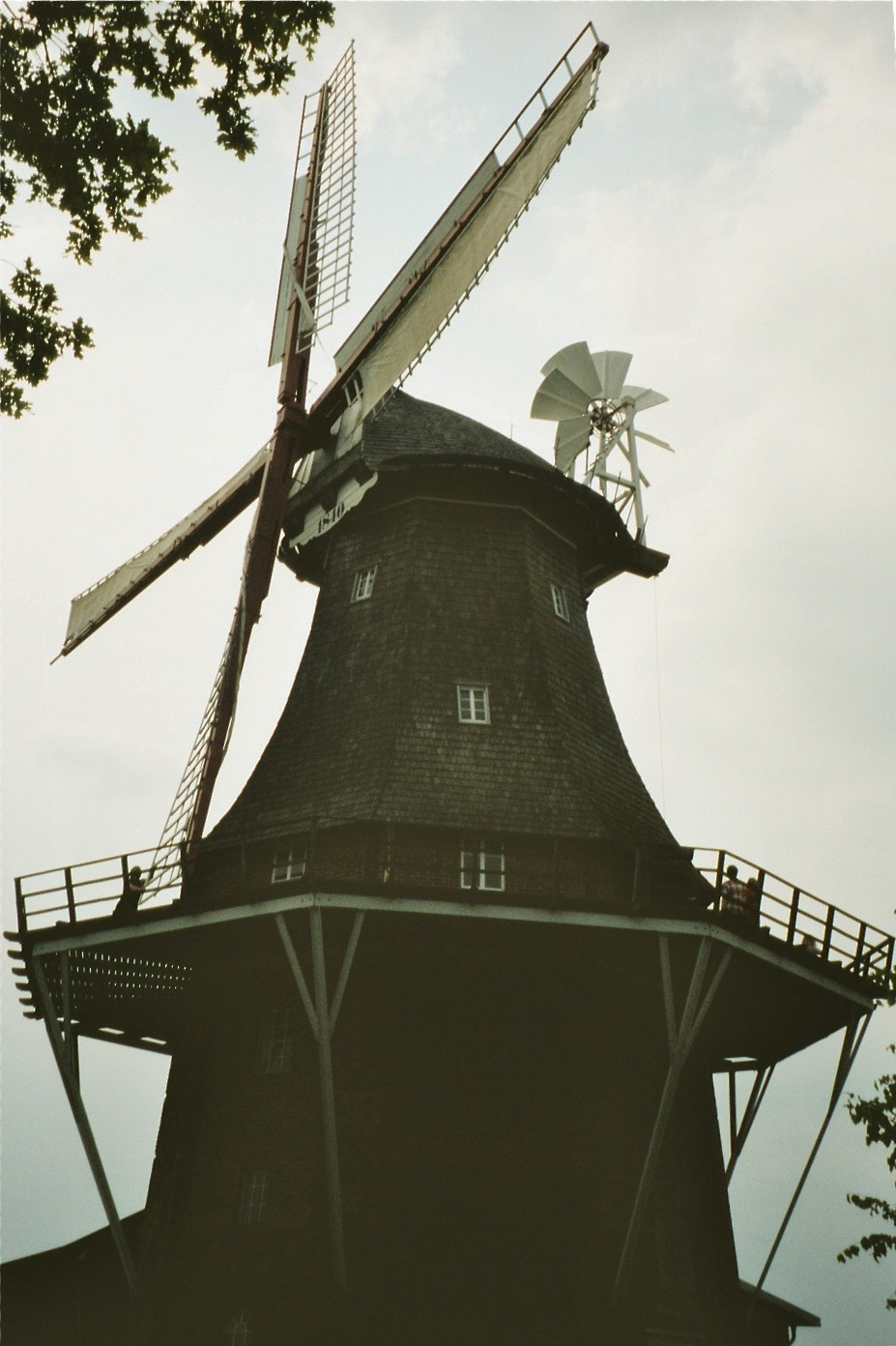
Molen (Feldmühle) van Martfeld
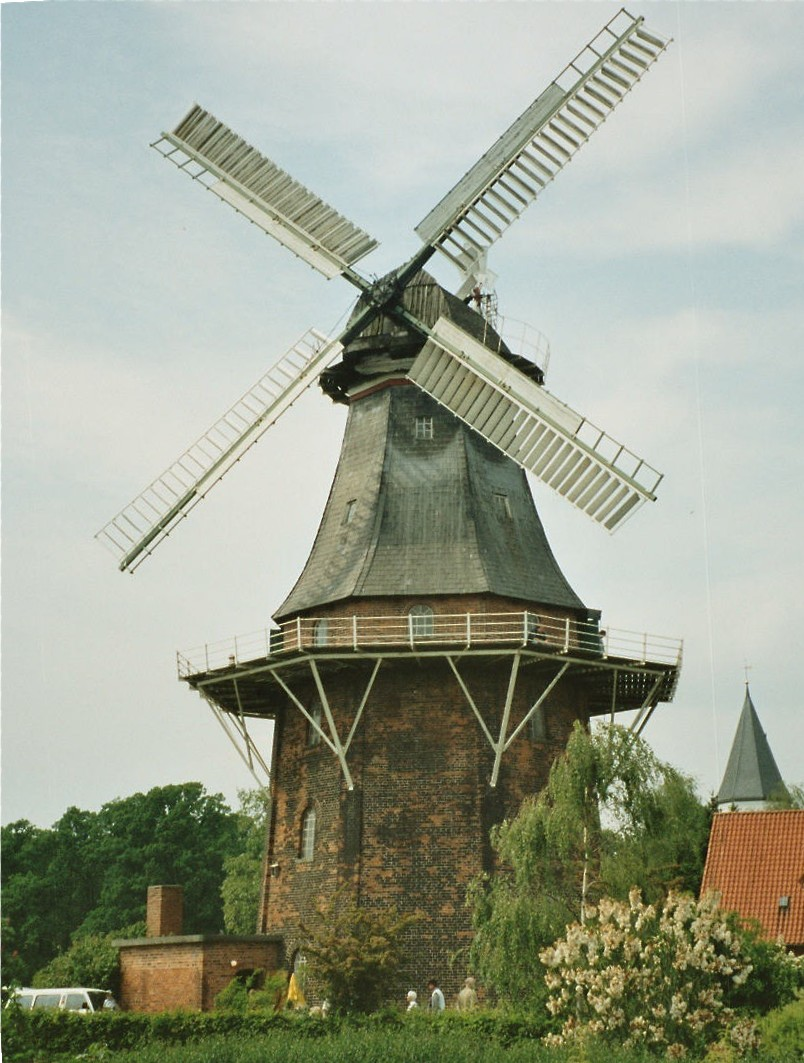
Molen (Fehsenfeldsche Mühle) van Martfeld
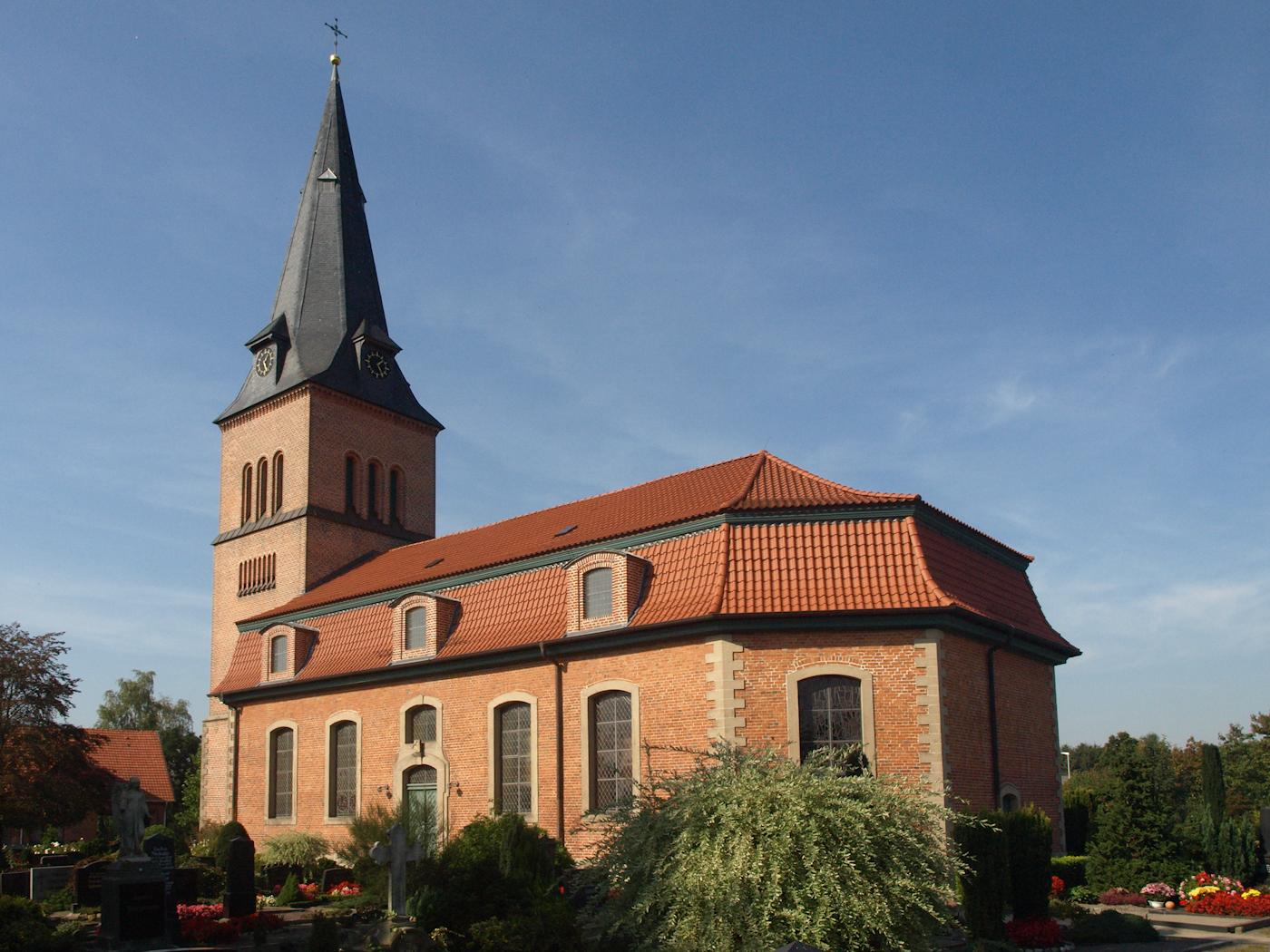
Goede-Herderkerk, Schwarme (1778; 1879 uitgebreid)
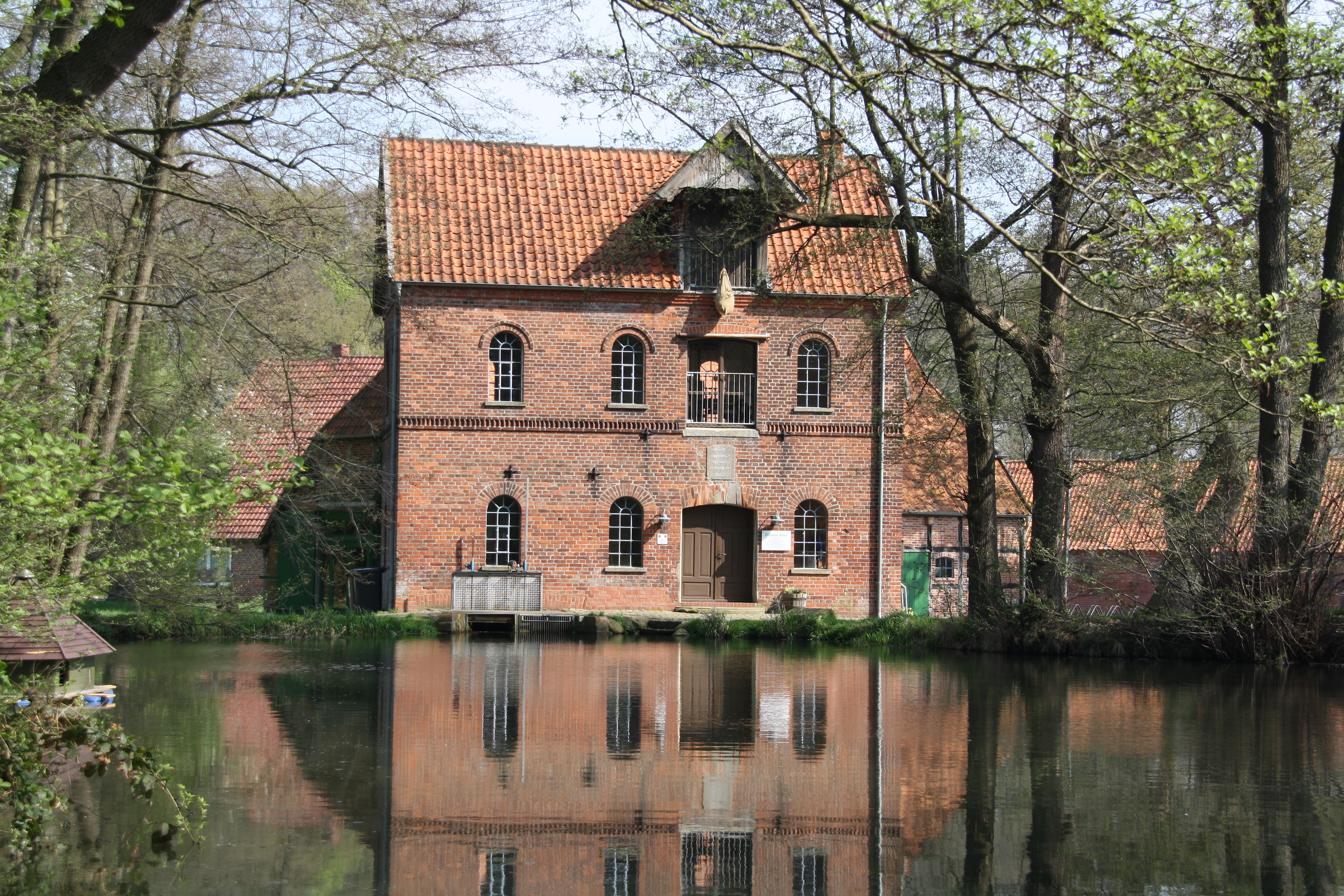
Noltesche Mühle, Süstedt
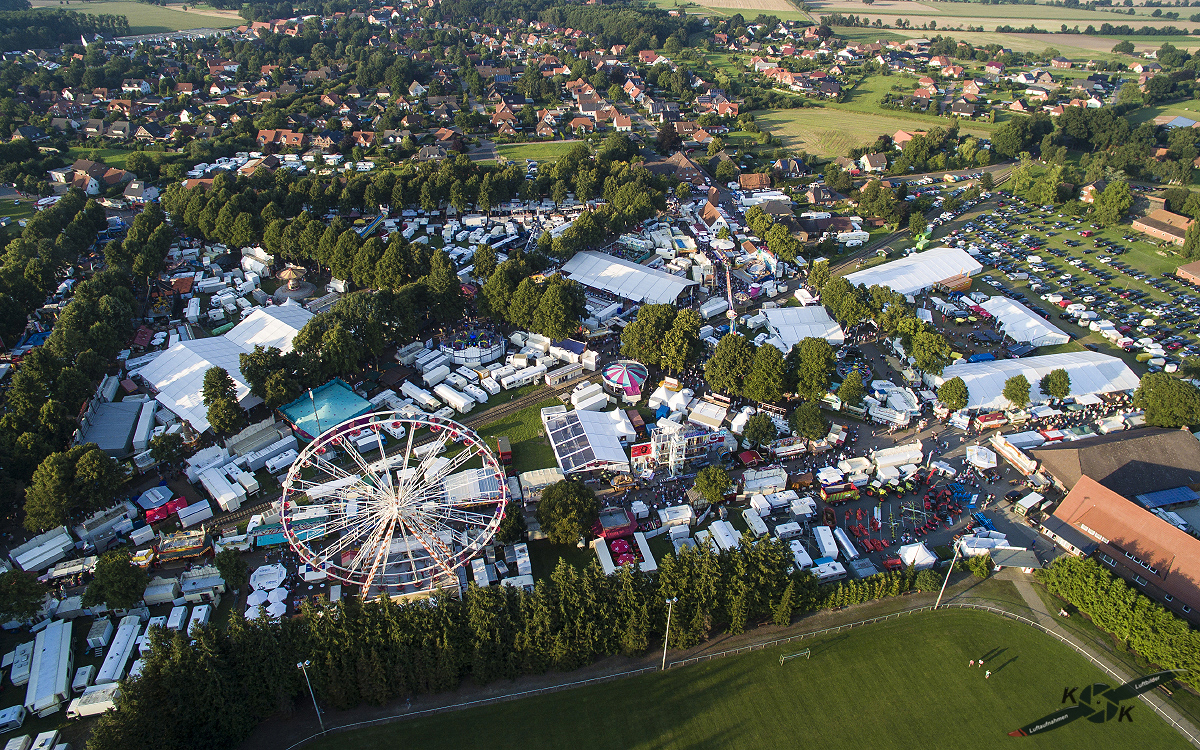
Luchtfoto Brokser Heiratsmarkt 2015

## Partnergemeentes
- Janowice Wielkie in Polen
- La Bazoge in Frankrijk (deelgemeente Martfeld)
- Ancinnes in Frankrijk (deelgemeente Schwarme)

## Belangrijke personen in relatie tot de gemeente
- David Heinrich Hoppe, (* 15 december 1760 in Bruchhausen-Vilsen; † 1 augustus 1846 in Regensburg), botanicus, rond het jaar 1800 ontdekker van enige soorten zeldzame alpenplanten[3] op de berg Großglockner; te Bruchhausen-Vilsen is een straat naar hem genoemd.
- Kurt Lüer (* 1 april 1863 in Bruchhausen; † 12 maart 1946 in Sigmaringen), apotheker, uitvinder en chemicus, ontwikkelde tussen 1906 en 1925 voor die tijd baanbrekende procedés voor de productie en verwerking van teer en asfalt voor de Duitse wegenbouw.